# Янес, Пауль
Пауль Янес (нем. Paul Janes; 11 марта 1912, Küppersteg, Пруссия — 12 июня 1987, Дюссельдорф) — немецкий футболист и футбольный тренер, играл на позиции защитника. Участник двух довоенных чемпионатов мира (1934, 1938). Бронзовый призёр чемпионата мира 1934 года.

## Биография

### Клубная карьера
На протяжении своей карьеры, насчитывавшей 14 сезонов, играл только за дюссельдорфскую «Фортуну», в составе которой в 1933 году выиграл чемпионский титул. Янес был одним из лучших защитников немецкого футбола в те годы. Он обладал пушечным ударом и часто исполнял штрафные удары. Во время Второй мировой войны как приглашённый футболист играл в нескольких командах.
После окончания Второй мировой войны Янес вернулся в футбол и в течение четырёх сезонов играл за дюссельдорфскую «Фортуну», совмещая должность играющего тренера. Окончательно завершил карьеру в 1951 году.

### Карьера в сборной
Дебютировал за сборную Германии 30 октября 1932 года в матче со сборной Венгрии — Германия проиграла со счётом 1:2.
В составе сборной Германии принимал участие на чемпионате мира 1934 года, где сыграл в матчах со сборной Бельгии (5:2) и в матче за бронзу со сборной Австрии (3:2). На том турнире сборная Германии завоевала бронзовые медали.
В составе олимпийской сборной Германии принимал участие на олимпийском футбольном турнире 1936 года, но получив травму так и не сыграл ни в одном из матчей.
На чемпионате мира 1938 года сыграл в двух матчах со сборной Швейцарии. Первый матч завершился вничью со счётом 1:1. 9 июня состоялась переигровка, которая завершилась поражением сборной Германии 2:4. Янес также был капитаном сборной Германии и выводил партнёров на поле в 31 матче. Всего за сборную Германии сыграл 71 матч и долгие годы являлся рекордсменом немецкого футбола среди игроков сборной. В сентябре 1970 года его рекорд был побит Уве Зеелером.

### Личная жизнь
В период правления в Германии Адольфа Гитлера Янес отвергал политику национал-социализма и отказался вовлекать себя в большие дела. Он был членом Немецкого трудового фронта и членом нацистской Рейхслиги физических упражнений. После падения нацистского режима ему была присвоена категория «V», что означало оправдание.
Скончался 12 июня 1987 года в Дюссельдорфе в возрасте 75 лет от сердечной недостаточности.

## Достижения
«Фортуна» (Дюссельдорф)
- Чемпион Германии (1) : 1933